# Don Redman
Donald Matthew Redman (ur. 29 lipca 1900 w Piedmont, zm. 30 listopada 1964 w Nowym Jorku) – afroamerykański bandlider jazzowy, multiinstrumentalista, aranżer i kompozytor. Pionier aranżacji jazzowej, współtwórca stylu swing.

## Życiorys
Pochodził z muzycznej rodziny. Jego ojciec – Daniel był znanym w okolicy nauczycielem muzyki, matka – Henrietta zaś śpiewaczką. Miał brata, Lewisa, który przez wiele lat prowadził zespół w Cumberland. Był stryjem saksofonisty Deweya Redmana – ojca jazzmanów Joshuy i Carlosa. Sam był cudownym dzieckiem – w wieku trzech lat grał na trąbce, a przed ukończeniem dwunastu w pełni opanował wszystkie instrumenty dęte, łącznie z obojem. Już jako uczeń szkoły średniej pisał aranżacje. W 1920 uzyskał dyplom licencjacki w dziedzinie muzyki w Storer College w Harper’s Ferry.
Po roku pracy w Piedmont przeniósł się do Pittsburgha i zaangażował w zespole Billa Paige’a Broadway Syncopators, z którym w marcu 1923 przyjechał do Nowego Jorku. Jeszcze w tym samym roku poznał Fletchera Hendersona, który zaprosił go do wspólnych nagrań, a na początku 1924 przyjął do swojej nowo formowanej orkiestry. W zespole grał na instrumentach stroikowych. Był także głównym aranżerem big-bandu, przedstawiając nowatorskie, wczesnoswingowe rozwiązania w tym zakresie. W czerwcu 1927, ku zaskoczeniu Hendersona, odszedł z orkiestry. Za namową bandlidera Jeana Goldkette’a przyjął bowiem propozycję poprowadzenia w Detroit zespołu McKinney’s Cotton Pickers. Niemal nieznana dotąd formacja wkrótce stała się konkurencją dla big-bandu Hendersona. Ponadto w 1928 aranżował i nagrywał utwory z grupą Louisa Armstronga The Savoy Ballroom Five.
W 1931 założył własną orkiestrę, z którą stale występował w klubie Connie’s Inn w nowojorskim Harlemie. Prowadził ją do stycznia 1940. W tym czasie był wziętym aranżerem, pisząc orkiestracje na potrzeby filmu oraz licznych wykonawców – solistów oraz bandliderów takich jak Bing Crosby, Ben Pollack i Paul Whiteman. W 1933 z udziałem jego i orkiestry powstał film krótkometrażowy zrealizowany przez wytwórnię Warner Bros. przy użyciu nowego wówczas systemu dźwiękowego Vitaphone.
W latach 40. był zapracowanym „wolnym strzelcem”, aranżującym repertuar dla orkiestr m.in. Counta Basiego, Jimmy’ego Dorseya i Harry’ego Jamesa. W 1946 powołał gwiazdorski big-band, żeby odbyć z nim tournée w Europie. Trasa obejmowała Danię, Belgię, Szwajcarię i Niemcy. Była to pierwszą amerykańska, cywilna orkiestra jazzowa, która występowała w Europie po II wojnie światowej. Na początku  następnej dekady był kierownikiem muzycznym zespołu wokalistki Pearl Bailey. W późniejszych latach sporadycznie nagrywał i prawie nie występował.
Zmarł w wieku 64. lat. Przyczyn śmierci nie ujawniono.

## Dyskografia
- 1931 Shakin’ the African
- 1932 Doin’ the New Low Down
- 1946 For Europeans Only
- 1957 Don Redman’s Park Ave. Patter (Golden Crest)
- 1959
  - Dixieland in High Society
  - Dance, Dance, Dance with Don Redman (Urania Records)
- 1979
  - The Don Redman All-Stars Vol. 1 (Jazz Legacy)
  - The Don Redman All-Stars Vol. 2 (Jazz Legacy)
- 1991 Chant of the Weed (De Agostini)
- 1999 Geneva 1946 (TCB Records)
- 2010 Don Redman 1925–1957 (Jazzit Records)
- 2912 Big Bands of the Swingin’ Years – Don Redman (Essential Media Group)

## Upamiętnienie
W 2009 został pośmiertnie wprowadzony do Muzycznego Panteonu Sław Wirginii Zachodniej.